# Stéphen Boyer
Pierre Jean Stéphen Boyer (São Dinis (Reunião), 10 de abril de 1996) é um jogador de voleibol francês que atua na posição de oposto.

## Carreira

### Clube
A carreira de Stéphen Boyer começou em 2011 na academia de juniores do Mérignac e depois mudou-se para o clube federal da CNVB em 2013.
Na temporada 2014–15 foi contratado pelo GFC Ajaccio Volley-Ball, da primeira divisão francesa. Permaneceu na mesma divisão também para a temporada seguinte quando vestiu a camisa do Chaumont Volley-Ball 52 Haute-Marne, ao qual ficou vinculado por três anos, vencendo a temporada 2016–17 do Campeonato Francês e a Supercopa Francesa de 2017, sendo eleito neste último, o melhor jogador da partida.
Para a temporada 2018–19, Boyer fez sua estreia no voleibol italiano após se transferir para o NBV Verona, na primeira divisão italiana. Em novembro de 2020, logo após iniciar seu terceiro ano com o clube da região de Vêneto, rescindiu o contrato para jogar o resto da temporada pelo Al-Arabi S.C, na liga principal do Catar.
No início de 2021, ainda em solo catarense, o oposto conquistou o título da Copa Emir pelo Al-Rayyan S.C. Em junho do mesmo ano, Boyer fechou contrato com o Jastrzębski Węgiel para competir a temporada 2021–22 no voleibol polonês. Em sua temporada de estreia, o oposto conquistou o título da Supercopa Polonesa de 2021.
Em agosto de 2023, após ter conquistado o título da PlusLiga de 2022–23 vestindo a camisa do Jastrzębski Węgiel, Boyer se juntou à equipe do Asseco Resovia Rzeszów, ainda na primeira divisão polonesa, assinando um contrato de duas temporadas.

### Seleção
Pela seleção francesa sub-19, Boyer conquistou a medalha de bronze no Campeonato Europeu da categoria, em 2014.
Em 2017 foi convocado pelo técnico Laurent Tillie a ingressar a seleção adulta francesa. No mesmo ano conquistou a Liga Mundial de 2017 ao derrotar a seleção brasileira na Arena da Baixada. Em 2018 conquistou a medalha de prata na Liga das Nações de 2018 e a medalha de bronze na Liga das Nações de 2021 ao derrotarem a seleção eslovena.
Participou dos Jogos Olímpicos de Verão de 2020 em Tóquio e conquistou a primeira medalha olímpica da seleção masculina francesa ao derrotar o Comitê Olímpico Russo na final.
Em 2022 conquistou o inédito título da Liga das Nações.

## Títulos
Chaumont Volley-Ball 52 Haute-Marne
- Campeonato Francês: 2016–17
- Supercopa Francesa: 2017

Al-Rayyan S.C
- Copa Emir: 2021

Jastrzębski Węgiel
- Campeonato Polonês: 2022–23
- Supercopa Polonesa: 2021, 2022

Resovia Rzeszów
- Copa CEV: 2023–24

## Clubes
| Anos      | Clube                               |
| --------- | ----------------------------------- |
| 2014–2015 | GFC Ajaccio Volley-Ball             |
| 2015–2018 | Chaumont Volley-Ball 52 Haute-Marne |
| 2018–2020 | NBV Verona                          |
| 2020–2021 | Al-Arabi S.C                        |
| 2021–2021 | Al-Rayyan S.C                       |
| 2021–2023 | Jastrzębski Węgiel                  |
| 2023–     | Asseco Resovia Rzeszów              |

## Prêmios individuais
- 2016: Campeonato Francês – Melhor oposto
- 2017: Supercopa Francesa – MVP
- 2018: Campeonato Francês – MVP e melhor oposto
- 2024: Copa CEV – MVP